# Marc Silvert
Marc Silvert (Vitry-en-Artois, 26 aprile 1954) è un ex cestista e allenatore di pallacanestro francese.

## Carriera
Da allenatore ha guidato la Romania ai Campionati europei del 2007.